# La Tebaide o i fratelli nemici
La Tebaide o i fratelli nemici (La Thébaïde ou les Frères ennemis) è la prima tragedia di Jean Racine, scritta nel 1664 e rappresentata lo stesso anno.

## Trama

### Atto primo
Dopo essere stato cacciato da Tebe, Polinice guida una spedizione di argolidi con l'intenzione di ascendere a un trono che gli spetta in comproprietà con il fratello Eteocle. Questi, pur disposto a ricevere Polinice e a trattare con lui la pace, gode del favore popolare e del sostegno dello zio Creonte, la cui ambizione è di accrescere l'odio tra i fratelli e diventare re.

### Atto secondo
Dopo che è stata definita una tregua tra i due schieramenti, Emone confida tutto il suo amore ad Antigone. Per lei si è aggregato al campo di Polinice, ed è disposto ad assecondare ogni sua volontà, pur di vedersi ricambiato. Sopraggiunge poi Olimpia, rendendo noto il vaticinio dell'oracolo, secondo cui non ci sarà pace prima che l'ultimo sangue reale abbia insanguinato la terra tebana. Polinice, infuriato contro l'ingiustizia divina, è deciso a riprendere le ostilità, nonostante la madre e la sorella tentino di dissuaderlo. Poco dopo, un soldato greco reca la notizia del ripreso combattimento: Creonte ed Eteocle hanno rotto la tregua.

### Atto terzo
Meneceo, figlio di Creonte, si è immolato sul campo di battaglia per salvare la città. Convinto di realizzare la profezia dell'oracolo, si è trafitto con la spada sotto gli occhi dei due fratelli nemici e del padre. Creonte allora si oppone a Eteocle, deciso a vendicare Meneceo, invocando la pace e spingendo il re ad accettare l'incontro che Polinice gli ha chiesto. Rimasto solo con Attalo, Creonte rivela che le sue ambizioni non sono mutate, ma ha deciso di cambiare strategia. La guerra ha causato la morte di Meneceo e l'allontanamento dell'altro suo figlio Emone, passato al nemico: conscio dell'odio che divide Eteocle da Polinice, confida si possano distruggere vicendevolmente.

### Atto quarto
Giocasta è felice di vedere i figli parlare assieme, fiduciosa in un'intesa tra loro. Nell'incontro tra i due fratelli erompe però l'odio reciproco, e l'immutabilità della rispettiva posizione. Eteocle è il sovrano amato dal popolo, Polinice si vale di prerogative divine e giuridiche. Quand'è ormai chiaro che non potrà esserci un accordo di pace, Eteocle e Polinice si sfidano a duello - chi vincerà avrà il regno -, mentre Giocasta, disperata, annuncia il proprio suicidio.

### Atto quinto
Antigone non vive ormai che per Emone: la madre si è uccisa, e le è giunta voce che Polinice ha vinto il duello, trafiggendo il fratello. La realtà è ben peggiore, come le racconta poco dopo Creonte. Anche Polinice è morto, colpito dal nemico mentre esalava l'ultimo respiro, e persino Emone, gettatosi in mezzo a loro per soddisfare il compito di pace assegnatogli da Antigone, è stato trucidato da Eteocle. Creonte, destinato ormai al trono, dispone che la giovane amante del figlio diventi sua sposa, ma successivamente rimane sconvolto, perché anche Antigone si suicida. In preda al dolore e ai rimorsi, Creonte pone fine ai suoi giorni.

## L'opera
Pochissimo è noto circa la genesi della prima tragedia raciniana; l'autore ne fa parola solo privatamente, in tre lettere inviate tra il novembre e il dicembre 1663 all'abate Le Vasseur. Da queste missive apprendiamo che la composizione procedette in maniera spedita, nonostante le molte modifiche apportate dal drammaturgo - in particolare tagli e variazioni suggerite da coloro a cui sottopose il testo. Fu la troupe di Molière a portare La Thébaïde sulla scena venerdì 20 giugno 1664 al Palais-Royal di Parigi. La rappresentazione ebbe poco successo, come testimonia il registro tenuto da La Grange. Data la scarsa affluenza di pubblico, dopo le prime serate Molière affiancò alla pièce una sua farsa.
La Thébaïde fu rappresentata quattordici volte al Palais Royal, e il disinteresse generale è testimoniato, oltre che dall'indifferenza del pubblico, dal silenzio della critica: nessuna delle gazzette letterarie dell'epoca parlò dell'opera. Anche nel XVIII secolo, quando il repertorio raciniano era ormai affermato, la pièce venne messa assai di rado in scena, sottoposta piuttosto alla curiosità e alla fantasia di biografi e critici i quali, considerato il mistero che avvolgeva le origini della tragedia, ne arricchirono di aneddoti la genesi.
Tra le ipotesi che godettero di maggior fortuna figura quella di Grimarest, biografo di Molière: secondo lui il commediografo, dovendo al più presto opporre una tragedia che rivaleggiasse con l'Hôtel de Bourgogne, fornì al giovane Racine il piano dell'opera e in seguito la emendò. Tuttavia, le succitate lettere a Le Vasseur suggeriscono una conoscenza molto sommaria tra Molière e Racine al momento della composizione della tragedia. Inoltre, la missiva raciniana del dicembre afferma che la Thébaïde è prevista, in un prossimo futuro, all'Hôtel, da cui si può dedurre come la pièce fosse stata redatta con la supervisione della Grande-Compagnie che vi operava. Solo successivamente, quindi, Racine si sarebbe rivolto alla troupe del Palais Royal.
Racine si premurò soprattutto di mantenere l'unità di azione; nella prefazione del 1675 rimproverò infatti all'Antigone (1637) di Rotrou - che pure tenne presente per la composizione dell'opera - l'« aver messo assieme due azioni diverse in un'unica pièce », caratteristica sempre meno tollerata dopo la metà del secolo. Tra le altre fonti della Tebaide figurano Le fenicie di Euripide e, in misura minore, l'Antigone di Sofocle.